# 绒毛算盘子
绒毛算盘子（学名：Glochidion velutinum）为大戟科算盘子属下的一个种。

## 扩展阅读
- 維基物種上的相關：绒毛算盘子